# Belle Isle (Detroit)
Belle Isle ist eine 3,9 km² große Insel im Detroit River. Sie wird als städtischer Park vom Detroit Department of Parks and Recreation verwaltet und durch die MacArthur Bridge mit dem Rest der Stadt verbunden. Auf ihr befindet sich der Detroit Yacht Club, das Dossin Great Lakes Museum, ein Posten der Coast Guard, ein städtischer Golfplatz und der Zoo. Am Ufer befindet sich der einzige Strand (800 m lang) im Stadtgebiet von Detroit. 
Die Insel wurde in den 1880ern durch Frederick Law Olmsted landschaftsgärtnerisch gestaltet. Das Belle Isle Casino von 1908 wird für öffentliche Veranstaltungen genutzt. Eine besondere Sehenswürdigkeit war das bis zur vorübergehenden Schließung (2005 bis 2012) älteste Aquarium der USA. Ein botanischer Garten befindet sich auch auf der Insel. Casino und Aquarium wurden vom Detroiter Architekten Albert Kahn entworfen.
Für mehr als 50 Jahre war die Insel Heimat für eine Herde europäischer Damhirsche. 2004 wurden die letzten 300 Tiere eingefangen und auf das Zoogelände gebracht. Einige sollen dort verbleiben, wenn der Zoo wieder eröffnet.
Der Park hat unter den wirtschaftlichen Schwierigkeiten der Stadt Detroit gelitten. Der Zoo wurde 2002 geschlossen, inzwischen aber wieder eröffnet.
Das Belle Isle Aquarium, eröffnet 1904, wurde am 3. April 2005 aus finanziellen Gründen geschlossen. Am 2. August 2005 kam es allerdings zu einer Volksabstimmung, die mit 88 % zu Gunsten einer Wiedereröffnung ausging.
Auf der Insel wurde 1992 bis 2001 eine Motorsport-Rennstrecke mit dem Namen Raceway at Belle Isle eingerichtet. Seit 2007 finden dort wieder Rennen der IndyCar Series statt.